# Coppa di Lega svizzera 1980-1981 (calcio)
La Coppa di Lega svizzera 1980-1981, nona edizione del torneo, vide la vittoria finale dello Zurigo che batté nel doppio confronto finale il Losanna.

## Partecipanti
| Basilea (FC Basel)                |
| Bellinzona (AC Bellinzona)        |
| Chênois (CS Chênois)              |
| Chiasso (FC Chiasso)              |
| Grasshoppers (Grasshoppers-Club)  |
| Losanna (Lausanne-Sports)         |
| Lucerna (FC Luzern)               |
| Neuchâtel Xamax (Neuchâtel Xamax) |
| Nordstern (Nordstern Basel)       |
| San Gallo (FC St.Gallen)          |
| Sion (FC Sion)                    |
| Servette (Servette Genève)        |
| Young Boys (Young Boys Bern)      |
| Zurigo (FC Zürich)                |

| Aarau (FC Aarau)                         |
| Berna (FC Bern)                          |
| Bienne (Biel-Bienne)                     |
| Bulle (FC Bülle)                         |
| Frauenfeld (Frauenfeld)                  |
| Friburgo (FC Fribourg)                   |
| Grenchen (FC Grenchen)                   |
| Kriens (Kriens)                          |
| La Chaux-de-Fonds (FC La Chaux-de-Fonds) |
| Lugano (FC Lugano)                       |
| Mendrisiostar (Mendrisiostar)            |
| Vevey (Vevey-Sports)                     |
| Wettingen (Wettingen)                    |
| Winterthur (FC Winterthur)               |

| Aurore Bienne (Aurore Bienne)     |
| Ibach (Ibach)                     |
| Montreux-Sports (Montreux-Sports) |
| Sursee (Sursee)                   |

## Sedicesimi di finale
FC Aarau - Nordstern Basel 2-3 d.s.
FC Basel - FC Zürich 1-2
AC Bellinzona - Chiasso 2-3 d.s.
FC Bern - FC St.Gallen 0-4
FC Bulle - FC La Chaux-de-Fonds 2-5
CS Chênois - Biel-Bienne 3-2
FC Fribourg - FC Sion 1-4
FC Grenchen - Young Boys Bern 0-2
Ibach - FC Lugano 1-1 4-3 d.r.
Kriens - FC Luzern 0-2
Lausanne-Sports - Neuchâtel Xamax 4-0
Wettingen - Grasshoppers-Club 1-4
FC Winterthur - Frauenfeld 3-1
Aurore Bienne - Vevey-Sports0-1
Montreux-Sports - Servette Genève 0-5
Sursee - Mendrisiostar 4-3 s.s.

## Ottavi di finale
Nordstern Basel - Servette Genève 1-3 d.s.
Chiasso - FC Zürich 0-2
CS Chênois - Vevey-Sports 2-0
Young Boys Bern	- FC Sion 1-4
FC Luzern - FC Winterthur 3-4
Lausanne-Sports - FC La Chaux-de-Fonds 3-0
Grasshoppers-Club - Ibach 3-2
Sursee - FC St.Gallen 2-2 6-7 d.r.

## Quarti di finale
FC Sion - Grasshoppers-Club 4-1
Servette Genève	- FC Zürich 1-2
FC St.Gallen - CS Chênois 3-2
Lausanne-Sports	- FC Winterthur 1-0

## Semifinali
Lausanne-Sports	- FC Sion 3-1
FC Zürich - FC St.Gallen 3-1

## Finale
Lausanne-Sports	- FC Zürich 1-2
FC Zürich - Lausanne-Sports 0-0